# Збірна Папуа Нової Гвінеї з футболу
Збі́рна Па́пуа Ново́ї Гвіне́ї з футбо́лу — національна футбольна команда Папуа Нової Гвінеї, якою керує Футбольна асоціація Папуа Нової Гвінеї.
Станом на 28 листопада 2024 посідає 172-e місце у рейтингу футбольних збірних світу.

## Чемпіонат світу
- 1930 — 1994 — не брала участь
- 1998 — не пройшла кваліфікацію
- 2002 — не брала участь
- 2006 — не пройшла кваліфікацію
- 2010 — знята
- 2014 — 2026 — не пройшла кваліфікацію

## Кубок націй ОФК
- 1973 — не брала участь
- 1980 — груповий етап
- 1996–2000 — не пройшла кваліфікацію
- 2002 — груповий етап
- 2004 — не пройшла кваліфікацію
- 2008 — не брала участь
- 2012 — груповий етап
- 2016 — віце-чемпіон

## Тренери
- Річард Тамарі Нагарі (1996)
- Джон Давані (2002)
- Стів Кейн (2002)
- Людвіг Пека (2003—2004)
- Маркус Гусмао (2004—2011)
- Френк Фаріна (2011—2013)
- Майк Кенні (2013)
- Вінтон Руфер (2014—2015)
- Флеммінг Серрітслев (2015–2018)
- Боб Морріс (2019–)